# Залесе (Сташовський повіт)
Залесе (пол. Zalesie) — село в Польщі, у гміні Лубніце Сташовського повіту Свентокшиського воєводства.
Населення — 187 осіб (2011).
У 1975-1998 роках село належало до Тарнобжезького воєводства.

## Демографія
Демографічна структура на день 31 березня 2011 року:
|          | Загалом | Допрацездатний вік | Працездатний вік | Постпрацездатний вік |
| -------- | ------- | ------------------ | ---------------- | -------------------- |
| Чоловіки | 95      | 23                 | 57               | 15                   |
| Жінки    | 92      | 10                 | 52               | 30                   |
| Разом    | 187     | 33                 | 109              | 45                   |